# Sugaras likacsosgomba
A sugaras likacsosgomba (Neofavolus alveolaris) a likacsosgombafélék családjába tartozó, Eurázsiában és Észak-Amerikában elterjedt, lombos fák elhalt ágain élő, nem ehető gombafaj.

## Megjelenése
A sugaras likacsosgomba termőteste 2-7 cm széles, legyező, félkör vagy vese alakú, középen tölcséresedhet. Színe fiatalon narancssárga vagy narancssárgásbarna, idősen sárgássá vagy majdnem fehéressé fakul. Felszíne sugarasan szálas vagy pikkelyes, száraz. 
Húsa kb. 2 mm vastag, szívós, fehér színű, sérülésre nem változik. Szaga nem jellegzetes, íze kesernyés. 
Termőrétege pórusos, tönkre lefutó. A pórusok feltűnőek nagyok, 1 mm szélesek és 2 mm hosszúak, méhsejtszerűek. Színe fehéres vagy halvány narancssárgás. 
Tönkje rövid, vaskos és excentrikusan helyezkedik el. Néha középen csatlakozhat a kalaphoz, amely ilyenkor kerek alakot vesz fel. 
Spórapora fehér. Spórája ellipszis vagy majdnem henger alakú, sima, mérete 8-14 x 2,5-4 µm.

### Hasonló fajok
A fagyálló likacsosgomba, a pisztricgomba vagy a védett olaszgomba hasonlíthat hozzá.

## Elterjedése és élőhelye
Eurázsiában és Észak-Amerikában honos. Magyarországon nem gyakori. 
Főleg ligeterdőkben, ártéri erdőkben él, ahol lombos fák elhalt, még nem túlságosan korhadt ágain található meg, amelyen még rajta van a kéreg. Anyagukban fehérkorhadást okoz. Májustól novemberig terem.

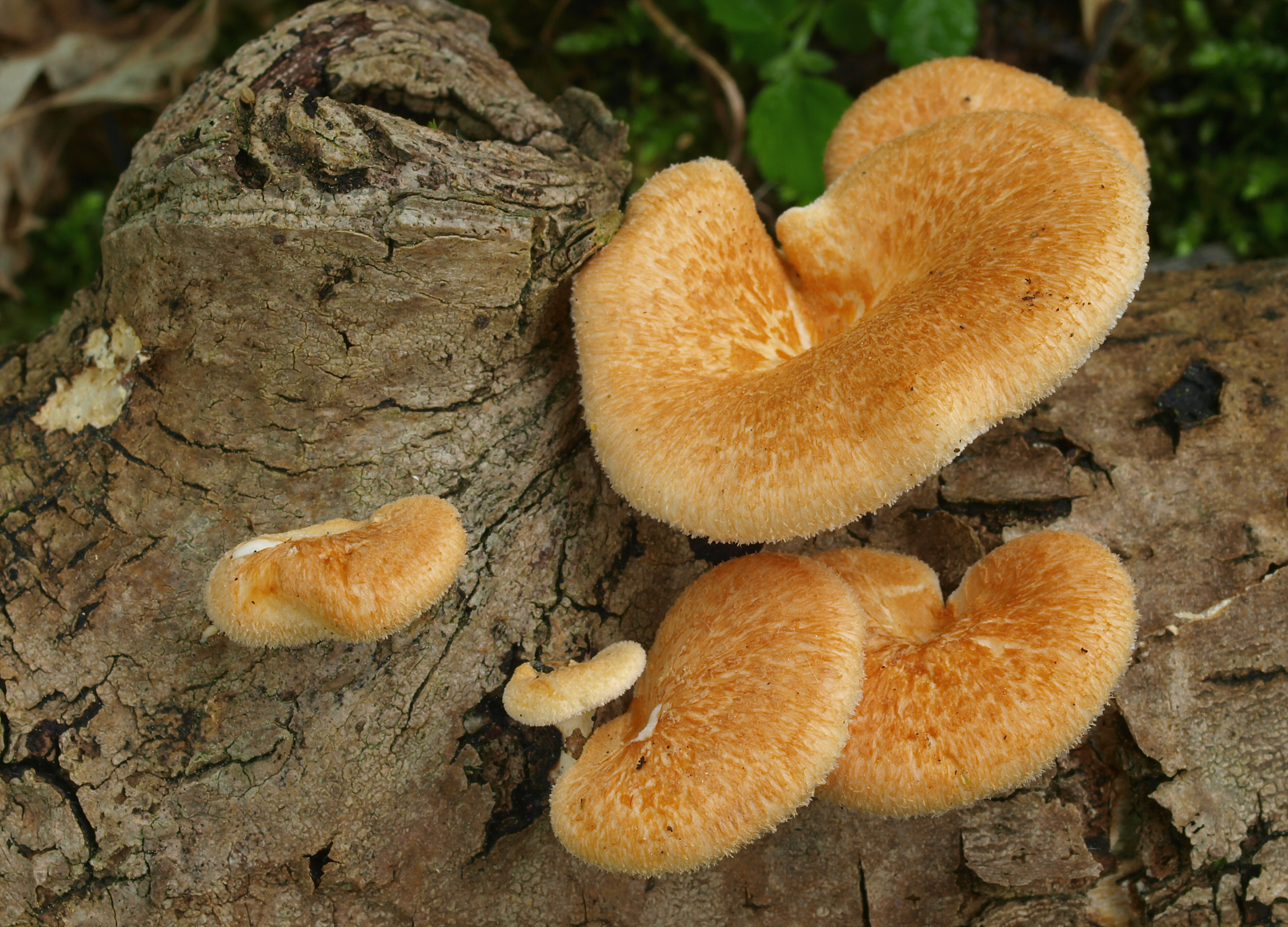
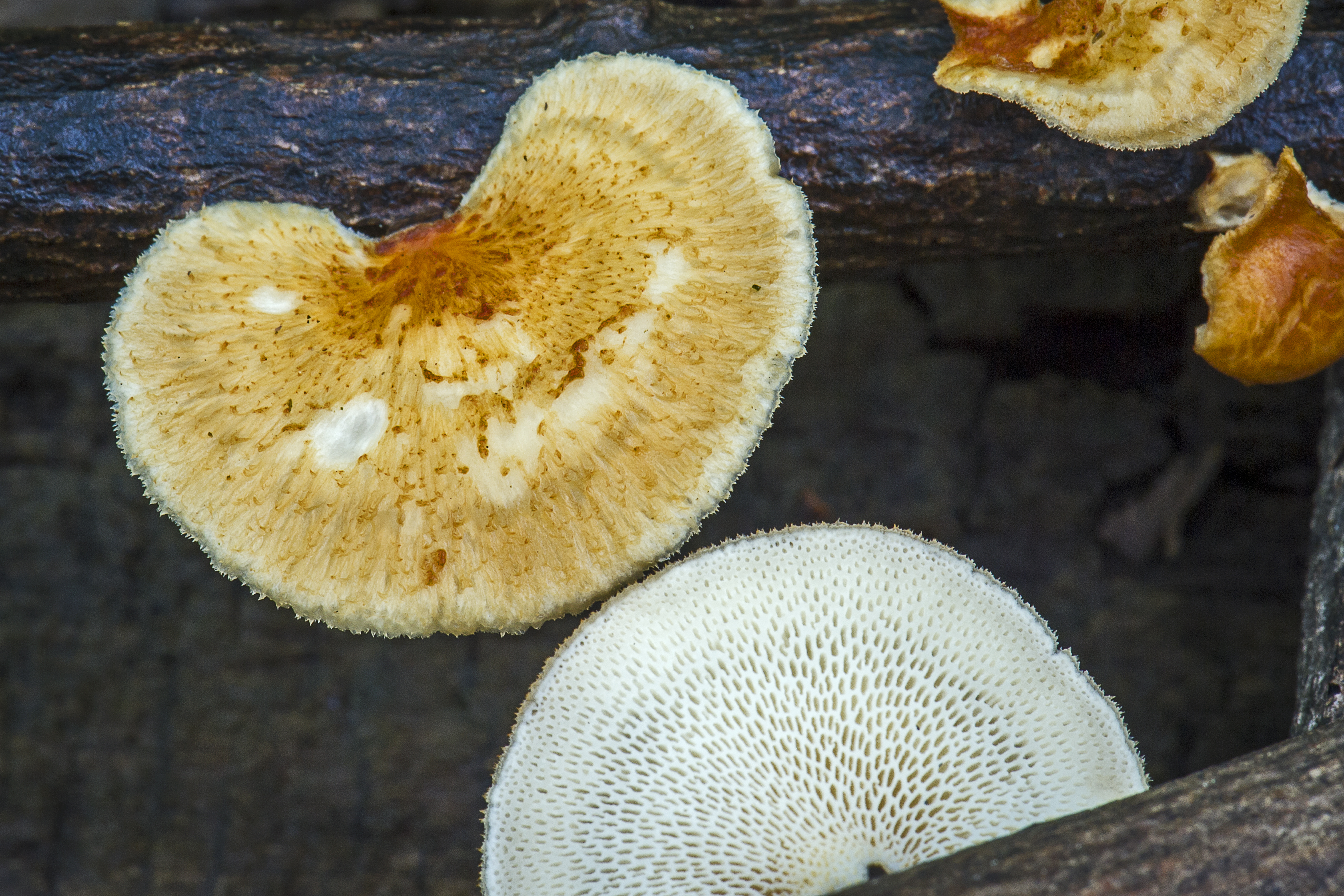
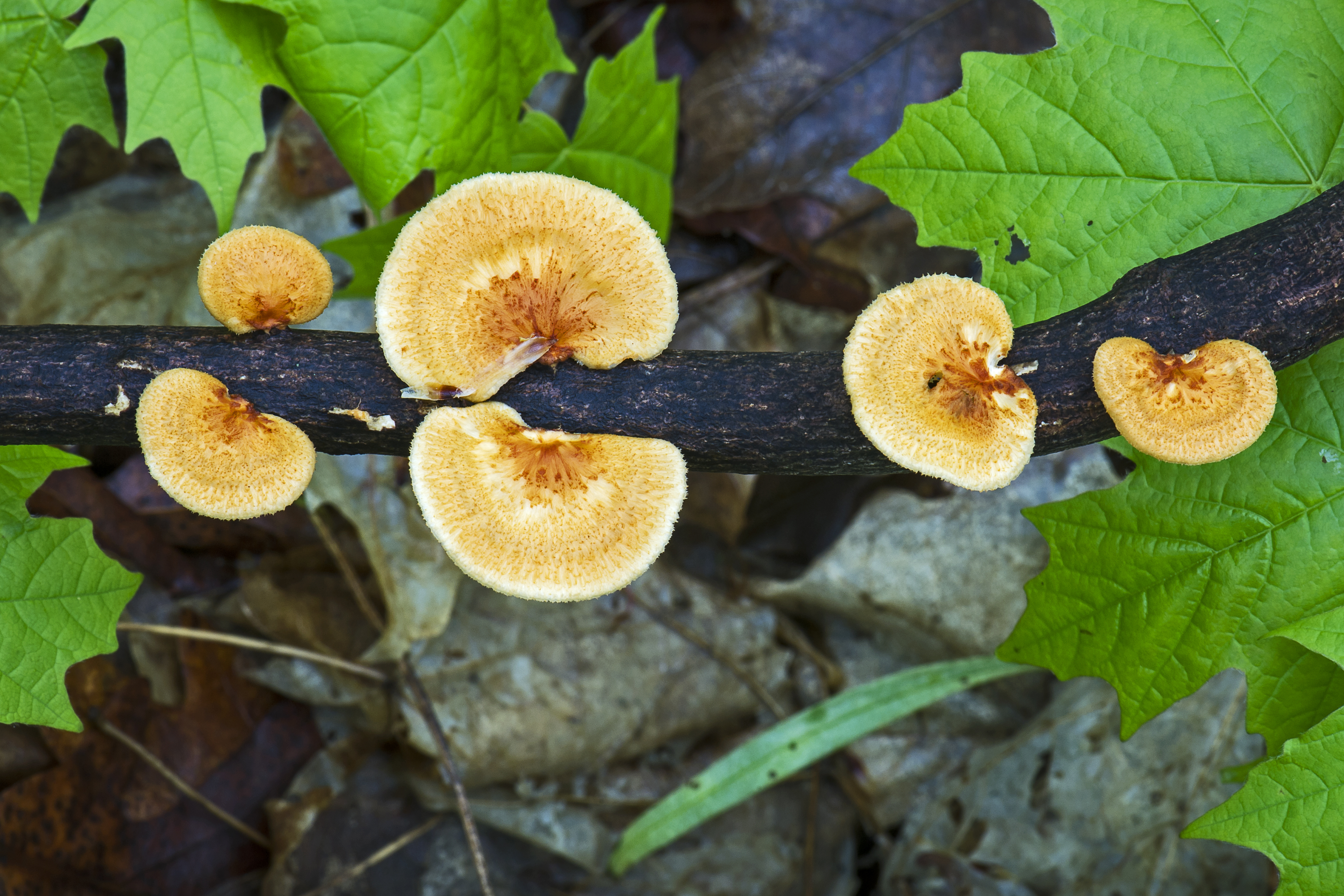
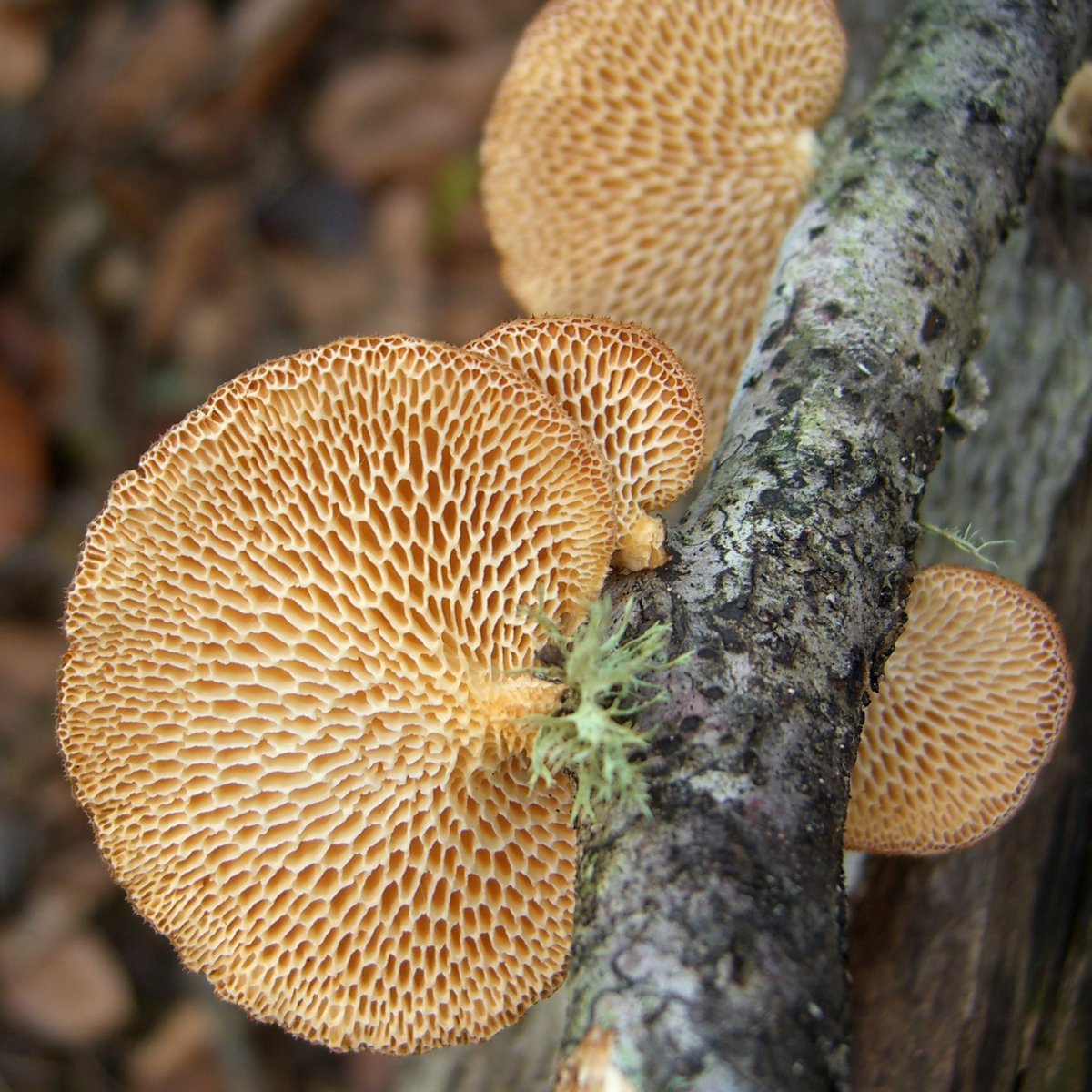
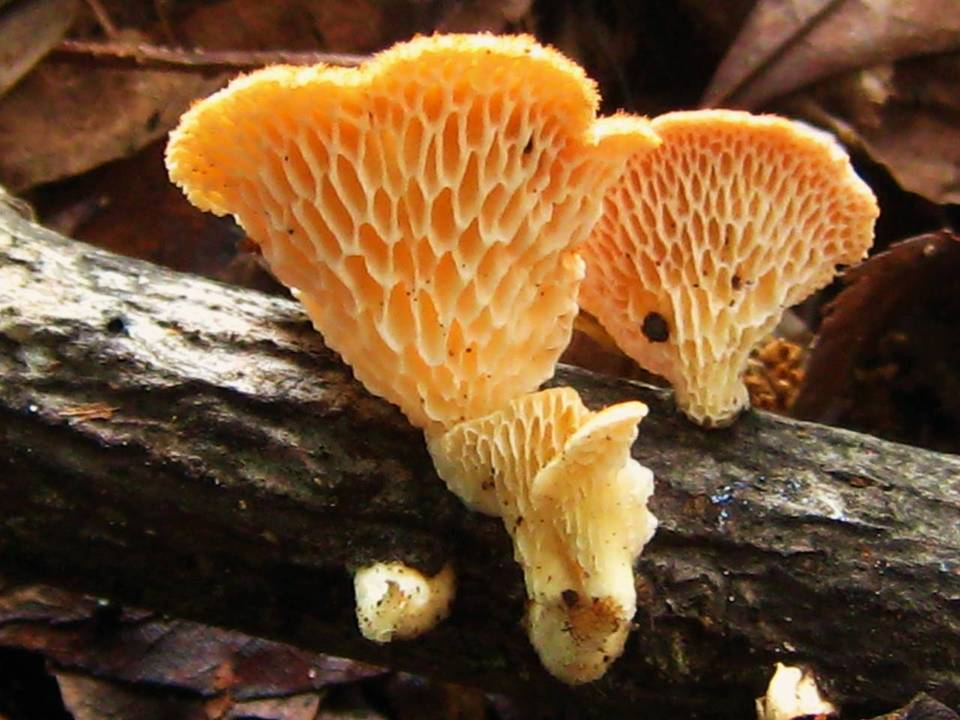

Nem ehető.